# 頭嵙山
頭嵙山是一座位於臺灣臺中市北屯區東山里、民政里，以及新社區協成里交界處的山，屬於大坑風景區之內，隸屬加里山山脈之豐原丘陵，山頂海拔859.47公尺，平均海拔約400公尺，為原臺中市的最高峰，也是一座小百岳。山頂設有一等三角點及1120號二等三角點基石，可由大坑一號、二號、三號、四號、五號、五之一號登山步道攀登。山脊南方隔烏溪（大肚溪）源流茄苳寮溪與暗影山相望。
頭嵙山主稜呈南高北低，地勢自東向西漸降，在地質上是更新世地層頭嵙山層的標準地點。大部分山體屬頭嵙山層火炎山段，與苗栗的火炎山相同，故地形景觀也與之相似。由於頭嵙山地質脆弱，在大里溪、旱溪、大坑溪、廍子溪等烏溪支流切割侵蝕下，形成許多陡峭的尖稜。除了常見的低海拔闊葉林，部分不利闊葉樹全面入侵的山區，亦可見原生於臺灣中高海拔山區的珍珠花、水絲梨、臺灣二葉松等溫帶植物。